# Gran Premio del Canada 2000
Il Gran Premio del Canada 2000 è stato un Gran Premio di Formula 1 disputato il 18 giugno 2000 sul tracciato di Montréal, in Canada. La gara è stata vinta da Michael Schumacher su Ferrari, davanti al compagno di squadra Rubens Barrichello e a Giancarlo Fisichella su Benetton - Playlife.

## Vigilia

### Aspetti sportivi
La partecipazione di Ralf Schumacher al Gran Premio fu messa in dubbio dalla ferita al polpaccio sinistro che il pilota tedesco si era procurato nel precedente Gran Premio di Monaco. La Williams fece precauzionalmente volare in Canada anche il pilota di riserva Bruno Junqueira, ma la visita medica sostenuta da Ralf Schumacher prima della gara ebbe esito positivo e il pilota tedesco scese regolarmente in pista.

### Aspetti tecnici
Il circuito di Montréal è particolarmente impegnativo per l'impianto frenante delle monoposto, presentando sei frenate con decelerazioni superiori ai 4g. Le scuderie prestarono, quindi, particolare cura al sistema di raffreddamento dei freni, adottando prese d'aria di dimensioni maggiori del consueto.
La novità tecnica di maggiore impatto fu portata dalla McLaren, che dotò le monoposto di Häkkinen e Coulthard di servosterzo: la scuderia britannica aveva testato l'impianto per sei mesi prima di montarlo sulle vetture in gara, avendo studiato una soluzione con un ingombro e un peso particolarmente ridotti. Anche la BAR montò il servosterzo sulla vettura di Jacques Villeneuve, ma solo nella giornata di venerdì, in attesa di introdurlo definitivamente nelle gare seguenti. Le uniche squadre prive di questa soluzione rimanevano Arrows, Minardi, Prost e Sauber. Per il resto, la Jaguar non impiegò il nuovo cofano motore introdotto nel Gran Premio di Monaco, soluzione pensata per piste richiedenti un elevato carico aerodinamico; la Benetton montò alettoni nuovi sia all'anteriore che al posteriore, mentre la Sauber ebbe a disposizione una versione da qualifica del motore Ferrari, quella impiegata dalla scuderia italiana nell'ultima gara dell'anno precedente.

## Prove libere

### Risultati
I tempi migliori della prima sessione di prove libere di venerdì furono i seguenti:
| Pos | Nº | Pilota             | Costruttore        | Tempo    |
| --- | -- | ------------------ | ------------------ | -------- |
| 1   | 3  | Michael Schumacher | Ferrari            | 1'21"304 |
| 2   | 4  | Rubens Barrichello | Ferrari            | 1'21"398 |
| 3   | 2  | David Coulthard    | McLaren - Mercedes | 1'21"850 |

I tempi migliori della seconda sessione di prove libere di venerdì furono i seguenti:
| Pos | Nº | Pilota             | Costruttore        | Tempo    |
| --- | -- | ------------------ | ------------------ | -------- |
| 1   | 2  | David Coulthard    | McLaren - Mercedes | 1'20"602 |
| 2   | 3  | Michael Schumacher | Ferrari            | 1'20"611 |
| 3   | 4  | Rubens Barrichello | Ferrari            | 1'20"623 |

I tempi migliori delle sessioni di prove libere di sabato mattina furono i seguenti:
| Pos | Nº | Pilota             | Costruttore        | Tempo    |
| --- | -- | ------------------ | ------------------ | -------- |
| 1   | 2  | David Coulthard    | McLaren - Mercedes | 1'18"654 |
| 2   | 3  | Michael Schumacher | Ferrari            | 1'18"873 |
| 3   | 4  | Rubens Barrichello | Ferrari            | 1'18"909 |

## Qualifiche

### Resoconto
Le qualifiche furono caratterizzate da un testa a testa per la conquista della pole position tra David Coulthard e Michael Schumacher. Il pilota scozzese si migliorò in tutti e tre i suoi tentativi, ma il pilota della Ferrari ebbe la meglio proprio all'ultimo tentativo, sfruttando il graduale miglioramento delle condizioni della pista per battere il rivale di meno di un decimo di secondo. In seconda fila si piazzarono Barrichello e Häkkinen, rallentato da un problema ad un ammortizzatore della sua McLaren.
La terza e la quarta fila furono occupate dalle due Jordan e dalle due BAR, con Frentzen davanti a Villeneuve, Trulli e Zonta. Il pilota italiano della Jordan non riuscì a ripetere la prestazione messa a segno durante le prove libere, che gli avrebbe valso il quinto posto, per via di un assetto non ottimale della sua monoposto. Il gruppo dei primi dieci fu completato da Pedro de la Rosa e Giancarlo Fisichella, mentre ne rimasero escluse le Williams, con Ralf Schumacher dodicesimo e Jenson Button diciottesimo.
La sessione di qualifica fu interrotta con la bandiera rossa in seguito a un incidente di Jos Verstappen, la cui vettura si era fermata in traiettoria; il pilota olandese si qualificò tredicesimo, usando il muletto. Anche Gastón Mazzacane fu protagonista di un incidente durante la sessione di qualifica e dovette utilizzare la vettura del compagno di squadra Marc Gené per qualificarsi per la gara, poiché il motore montato sul muletto aveva avuto un calo di potenza.

### Risultati
| Pos | No | Pilota                | Costruttore          | Tempo    | Distacco |
| --- | -- | --------------------- | -------------------- | -------- | -------- |
| 1   | 3  | Michael Schumacher    | Ferrari              | 1'18"439 |          |
| 2   | 2  | David Coulthard       | McLaren - Mercedes   | 1'18"537 | +0"098   |
| 3   | 4  | Rubens Barrichello    | Ferrari              | 1'18"801 | +0"362   |
| 4   | 1  | Mika Häkkinen         | McLaren - Mercedes   | 1'18"985 | +0"546   |
| 5   | 5  | Heinz-Harald Frentzen | Jordan - Mugen Honda | 1'19"483 | +1"044   |
| 6   | 22 | Jacques Villeneuve    | BAR - Honda          | 1'19"544 | +1"105   |
| 7   | 6  | Jarno Trulli          | Jordan - Mugen Honda | 1'19"581 | +1"142   |
| 8   | 23 | Ricardo Zonta         | BAR - Honda          | 1'19"742 | +1"303   |
| 9   | 18 | Pedro de la Rosa      | Arrows - Supertec    | 1'19"912 | +1"473   |
| 10  | 11 | Giancarlo Fisichella  | Benetton - Playlife  | 1'19"932 | +1"493   |
| 11  | 8  | Johnny Herbert        | Jaguar - Cosworth    | 1'19"954 | +1"515   |
| 12  | 9  | Ralf Schumacher       | Williams - BMW       | 1'20"073 | +1"634   |
| 13  | 19 | Jos Verstappen        | Arrows - Supertec    | 1'20"107 | +1"668   |
| 14  | 12 | Alexander Wurz        | Benetton - Playlife  | 1'20"113 | +1"674   |
| 15  | 17 | Mika Salo             | Sauber - Petronas    | 1'20"445 | +2"006   |
| 16  | 7  | Eddie Irvine          | Jaguar - Cosworth    | 1'20"500 | +2"061   |
| 17  | 14 | Jean Alesi            | Prost - Peugeot      | 1'20"512 | +2"073   |
| 18  | 10 | Jenson Button         | Williams - BMW       | 1'20"534 | +2"095   |
| 19  | 16 | Pedro Diniz           | Sauber - Petronas    | 1'20"692 | +2"253   |
| 20  | 20 | Marc Gené             | Minardi - Fondmetal  | 1'21"058 | +2"619   |
| 21  | 15 | Nick Heidfeld         | Prost - Peugeot      | 1'21"680 | +3"241   |
| 22  | 21 | Gastón Mazzacane      | Minardi - Fondmetal  | 1'22"091 | +3"652   |

## Warm-up

### Risultati
I tempi migliori fatti segnare nel warm up di domenica mattina furono i seguenti:
| Pos | No | Pilota             | Costruttore        | Tempo    |
| --- | -- | ------------------ | ------------------ | -------- |
| 1   | 3  | Michael Schumacher | Ferrari            | 1'18"932 |
| 2   | 4  | Rubens Barrichello | Ferrari            | 1'19"055 |
| 3   | 2  | David Coulthard    | McLaren - Mercedes | 1'19"895 |

## Gara

### Resoconto
Prima del giro di ricognizione sulla vettura di Coulthard si spense il motore. I meccanici della McLaren riuscirono a riavviarlo, ma dovettero continuare a lavorare sulla monoposto anche dopo il limite dei 15 secondi dal via del giro di ricognizione, violando il regolamento; questo costò al pilota scozzese uno stop&go.
Alla partenza Michael Schumacher e Coulthard mantennero le proprie posizioni, mentre alle loro spalle Jacques Villeneuve si inserì in terza posizione, precedendo Rubens Barrichello, Mika Häkkinen e Heinz-Harald Frentzen, quasi subito sopravanzato da Pedro de la Rosa. Più indietro, Eddie Irvine rimase fermo sullo schieramento: i meccanici della Jaguar recuperarono la sua vettura e il pilota britannico riuscì a ripartire dai box, seppure con due giri di ritardo.
Dopo poche tornate Coulthard fu messo sotto inchiesta dai commissari di gara per l'irregolarità sulla griglia di partenza, per la quale gli venne inflitto uno stop&go. Il pilota della McLaren lo effettuò al decimo passaggio e tornò in pista in decima posizione, alle spalle di Jos Verstappen. Il primo a fermarsi ai box fu De la Rosa, al 20º giro, costretto ad una tattica sulle due soste dalle ridotte dimensioni del serbatoio della sua Arrows; poco più tardi cominciò a piovere, ma nessuno montò le gomme da bagnato e la pista si asciugò in fretta.
Al 26º giro Barrichello superò Villeneuve, che faceva da tappo, e si ritrovò in seconda posizione davanti al pilota canadese e ad Häkkinen, Trulli e Frentzen; il pilota tedesco si ritirò però poco dopo per un problema ai freni. Al 34º giro Schumacher tornò ai box, cedendo temporaneamente il comando al compagno di squadra; Häkkinen sopravanzò Villeneuve, cominciando a rimontare sulle due Ferrari. Il pilota finlandese compì la sua prima sosta al 42º giro, dopo essere arrivato a tallonare Schumacher; tuttavia, dopo pochi giri ricominciò a piovere, stavolta in modo più consistente, e tutti i piloti si dovettero fermare per montare pneumatici da bagnato. Si avvantaggiarono così enormemente i due piloti della Benetton, che effettuarono il loro unico rifornimento proprio mentre ricominciava a piovere: Fisichella rientrò in pista addirittura in seconda posizione, approfittando del fatto che Barrichello fosse rimasto bloccato dietro al compagno di squadra ai box e che Häkkinen avesse scelto di rimanere in pista un giro in più di tutti gli altri con coperture da asciutto, perdendo così molto tempo.
Dopo i cambi gomme Schumacher si trovò in testa, seguito da Fisichella, Barrichello, Häkkinen, Trulli, Wurz e Verstappen. Al 46º giro Barrichello sopravanzò Fisichella grazie ad un errore del pilota romano, mentre ad Häkkinen non riuscì la stessa manovra. Verstappen superò Trulli e Wurz e conquistò il quinto posto. Al 66º giro Ralf Schumacher, nono, fu speronato da Villeneuve, ed entrambi furono costretti al ritiro. Due giri più tardi, Coulthard attaccò Wurz per la settima posizione, venendo a contatto con il pilota austriaco, che dovette tornare ai box per far riparare la sua monoposto. Schumacher e Barrichello conclusero in parata, seguiti da Fisichella, che conquistò il terzo podio stagionale e quarto consecutivo in Canada; chiuse quarto Häkkinen, che precedette Verstappen, Trulli e Coulthard.
In campionato, Michael Schumacher tornò ad aumentare considerevolmente il proprio vantaggio, riportandolo a 22 lunghezze dopo che il ritiro a Montecarlo lo aveva ridotto a 12. Nella classifica costruttori la Ferrari distanziò la McLaren, portando il proprio vantaggio da cinque a ventuno punti.

### Risultati
| Pos      | No | Pilota                | Costruttore          | Giri | Tempo/Ritiro e posizione al ritiro               | Partenza | Punti |
| -------- | -- | --------------------- | -------------------- | ---- | ------------------------------------------------ | -------- | ----- |
| 1        | 3  | Michael Schumacher    | Ferrari              | 69   | 1h41'12"313                                      | 1        | 10    |
| 2        | 4  | Rubens Barrichello    | Ferrari              | 69   | +0"137                                           | 3        | 6     |
| 3        | 11 | Giancarlo Fisichella  | Benetton - Playlife  | 69   | +15"365                                          | 10       | 4     |
| 4        | 1  | Mika Häkkinen         | McLaren - Mercedes   | 69   | +18"561                                          | 4        | 3     |
| 5        | 19 | Jos Verstappen        | Arrows - Supertec    | 69   | +52"208                                          | 13       | 2     |
| 6        | 6  | Jarno Trulli          | Jordan - Mugen Honda | 69   | +1'01"687                                        | 7        | 1     |
| 7        | 2  | David Coulthard       | McLaren - Mercedes   | 69   | +1'02"216                                        | 2        |       |
| 8        | 23 | Ricardo Zonta         | BAR - Honda          | 69   | +1'10"455                                        | 8        |       |
| 9        | 12 | Alexander Wurz        | Benetton - Playlife  | 69   | +1'19"899                                        | 14       |       |
| 10       | 16 | Pedro Diniz           | Sauber - Petronas    | 69   | +1'29"544                                        | 19       |       |
| 11       | 10 | Jenson Button         | Williams - BMW       | 68   | + 1 giro                                         | 18       |       |
| 12       | 21 | Gastón Mazzacane      | Minardi - Fondmetal  | 68   | + 1 giro                                         | 22       |       |
| 13       | 7  | Eddie Irvine          | Jaguar - Cosworth    | 66   | + 3 giri                                         | 16       |       |
| 14       | 9  | Ralf Schumacher       | Williams - BMW       | 64   | Collisione con M.Gené e J.Villeneuve (9°)        | 12       |       |
| 15       | 22 | Jacques Villeneuve    | BAR - Honda          | 64   | Collisione con M.Gené e R.Schumacher (10°)       | 6        |       |
| 16       | 20 | Marc Gené             | Minardi - Fondmetal  | 64   | Collisione con J.Villeneuve e R.Schumacher (13°) | 20       |       |
| Ritirato | 18 | Pedro de la Rosa      | Arrows - Supertec    | 48   | Collisione con P.Diniz (12°)                     | 9        |       |
| Ritirato | 17 | Mika Salo             | Sauber - Petronas    | 42   | Motore (13°)                                     | 15       |       |
| Ritirato | 14 | Jean Alesi            | Prost - Peugeot      | 38   | Impianto idraulico (17°)                         | 17       |       |
| Ritirato | 15 | Nick Heidfeld         | Prost - Peugeot      | 34   | Perdita d'olio (19°)                             | 21       |       |
| Ritirato | 5  | Heinz-Harald Frentzen | Jordan - Mugen Honda | 32   | Freni (7°)                                       | 5        |       |
| Ritirato | 8  | Johnny Herbert        | Jaguar - Cosworth    | 14   | Trasmissione (15°)                               | 11       |       |

## Classifiche

### Piloti
| Pos. | Pilota                | Punti |
| ---- | --------------------- | ----- |
| 1    | Michael Schumacher    | 56    |
| 2    | David Coulthard       | 34    |
| 3    | Mika Häkkinen         | 32    |
| 4    | Rubens Barrichello    | 28    |
| 5    | Giancarlo Fisichella  | 18    |
| 6    | Ralf Schumacher       | 12    |
| 7    | Heinz-Harald Frentzen | 5     |
| 7    | Jacques Villeneuve    | 5     |
| 7    | Jarno Trulli          | 5     |
| 10   | Eddie Irvine          | 3     |
| 10   | Jenson Button         | 3     |
| 10   | Mika Salo             | 3     |
| 13   | Jos Verstappen        | 2     |
| 14   | Pedro de la Rosa      | 1     |
| 14   | Ricardo Zonta         | 1     |

### Costruttori
| Pos. | Team                 | Punti |
| ---- | -------------------- | ----- |
| 1    | Ferrari              | 84    |
| 2    | McLaren - Mercedes   | 66    |
| 3    | Benetton - Playlife  | 18    |
| 4    | Williams - BMW       | 15    |
| 5    | Jordan - Mugen Honda | 10    |
| 6    | BAR - Honda          | 6     |
| 7    | Arrows - Supertec    | 3     |
| 7    | Jaguar - Cosworth    | 3     |
| 7    | Sauber - Petronas    | 3     |